# Stanisław Bułajewski
Stanisław Bułajewski (ur. 11 lipca 1972 w Piszu) – polski prawnik i samorządowiec, doktor habilitowany nauk prawnych, burmistrz Mrągowa od 2018 do 2024 r.

## Życiorys
Absolwent Uniwersytetu w Białymstoku. W 2005 został radcą prawnym. W 2007 obronił pracę doktorską na Wydziale Prawa UwB. Został adiunktem na Wydziale Prawa i Administracji Uniwersytetu Warmińsko-Mazurskiego w Olsztynie. Od 2010 do 2011 prowadził obsługę prawną gminy Mrągowo. W 2019 na UWM w Olsztynie uzyskał stopień doktora habilitowanego nauk prawnych. Jest specjalistą z zakresu prawa konstytucyjnego, prawa samorządowego, a w największym stopniu w problematyce prawa miejscowego i kontroli w jednostkach samorządu terytorialnego. Autor kilkudziesięciu publikacji, a także współautor licznych podręczników akademickich. Autor monografii Rada powiatu – pozycja ustrojowa, stanowienie prawa i kontrola. Jest prowadzącym szkoleń na temat legislacji w jednostkach samorządu terytorialnego.
W latach 1998–2002 pełnił mandat radnego miasta Mrągowo, przez pewien czas zasiadając także w zarządzie miasta. W 2002 z listy lokalnego komitetu został wybrany na radnego powiatu mrągowskiego. Mandat odnawiał w kolejnych wyborach w 2006, 2010 i 2014. W wyborach samorządowych w 2014 został wybrany na radnego sejmiku województwa warmińsko-mazurskiego z listy Polskiego Stronnictwa Ludowego. W 2018 wystartował jako kandydat na burmistrza Mrągowa z własnego komitetu. W pierwszej turze zdobył miejsce z wynikiem 33,58%, przechodząc do drugiej tury z Waldemarem Cybulem. W drugiej turze zdobył 55,11%, wygrywając wybory. 
W wyborach samorządowych 2024 roku, ubiegał się o reelekcję i zajął drugie miejsce wśród 4 kandydatów uzyskując 19,84%.